# Lista odcinków serialu Słodkie kłamstewka
Poniżej znajduje się lista odcinków amerykańskiego serialu dla młodzieży Słodkie kłamstewka, który opowiada historię pięciu dziewczyn – Spencer, Hanny, Arii oraz Emily i Alison.
Serial zadebiutował na antenie ABC Family w Stanach Zjednoczonych 8 czerwca 2010, natomiast w Polsce na AXN 16 lipca 2011 roku.
Powstały łącznie 7 serii, które łącznie składają się z 160 odcinków.

## Sezony
| Seria | Odcinki | Premiera serii   | Finał serii          | Premiera serii   | Finał serii          |
| ----- | ------- | ---------------- | -------------------- | ---------------- | -------------------- |
| 1     | 22      | 8 czerwca 2010   | 21 marca 2011        | 16 lipca 2011    | 25 września 2011     |
| 2     | 25      | 14 czerwca 2011  | 19 marca 2012        | 2 sierpnia 2012  | 25 października 2012 |
| 3     | 24      | 5 czerwca 2012   | 19 marca 2013        | 19 września 2013 | 12 grudnia 2013      |
| 4     | 24      | 11 czerwca 2013  | 18 marca 2014        | nieemitowany     | nieemitowany         |
| 5     | 25      | 10 czerwca 2014  | 24 marca 2015        | nieemitowany     | nieemitowany         |
| 6     | 20      | 2 czerwca 2015   | 15 marca 2016        | nieemitowany     | nieemitowany         |
| 7     | 20      | 21 czerwca 2016  | 27 czerwca 2017      | nieemitowany     | nieemitowany         |
| PDS   | 8       | 28 sierpnia 2012 | 16 października 2012 | brak danych      | brak danych          |

## Lista odcinków
Tytuły odcinków zaczerpnięte z serwisu Netflix.

### Sezon 1 (2010–2011)
| Nr | #  | Tytuł                                   | Reżyseria           | Scenariusz                         | Premiera         | Premiera w Polsce |
| -- | -- | --------------------------------------- | ------------------- | ---------------------------------- | ---------------- | ----------------- |
| 1  | 1  | Pilot                                   | Lesli Linka Glatter | I. Marlene King                    | 8 czerwca 2010   | 16 lipca 2011     |
| 2  | 2  | Sprawa Jenny                            | Liz Friedlander     | I. Marlene King                    | 15 czerwca 2010  | 17 lipca 2011     |
| 3  | 3  | Zabić za szyderstwo                     | Elodie Keene        | Oliver Goldstick                   | 22 czerwca 2010  | 23 lipca 2011     |
| 4  | 4  | Teraz mnie słyszysz?                    | Norman Buckley      | Joseph Dougherty                   | 29 czerwca 2010  | 24 lipca 2011     |
| 5  | 5  | Życie potrafi dokopać                   | Wendey Stanzler     | Bryan M. Holdman                   | 6 lipca 2010     | 30 lipca 2011     |
| 6  | 6  | Nie ma to jak szkolny bal               | Norman Buckley      | Maya Goldsmith                     | 13 lipca 2010    | 31 lipca 2011     |
| 7  | 7  | Kac po balu                             | Chris Grismer       | Tamar Laddy                        | 20 lipca 2010    | 6 sierpnia 2011   |
| 8  | 8  | Nie zapomnijcie o mnie po mojej śmierci | Arlene Sanford      | Joseph Dougherty                   | 27 lipca 2010    | 7 sierpnia 2011   |
| 9  | 9  | Idealna burza                           | Jamie Babbit        | Oliver Goldstick                   | 3 sierpnia 2010  | 13 sierpnia 2011  |
| 10 | 10 | Sekrety łączą                           | Ron Lagomarsino     | I. Marlene King                    | 10 sierpnia 2010 | 14 sierpnia 2011  |
| 11 | 11 | Chwilę później                          | Norman Buckley      | Joseph Dougherty                   | 3 stycznia 2011  | 20 sierpnia 2011  |
| 12 | 12 | Sól na ranę                             | Norman Buckley      | Oliver Goldstick                   | 10 stycznia 2011 | 21 sierpnia 2011  |
| 13 | 13 | Kto przyjaciel, kto wróg                | Ron Lagomarsino     | I. Marlene King                    | 17 stycznia 2011 | 27 sierpnia 2011  |
| 14 | 14 | Ostrożnie z marzeniami                  | Norman Buckley      | Tamar Laddy                        | 24 stycznia 2011 | 28 sierpnia 2011  |
| 15 | 15 | Kłam i idź w zaparte                    | Ron Lagomarsino     | Maya Goldsmith                     | 31 stycznia 2011 | 3 września 2011   |
| 16 | 16 | Je Suis Une Amie                        | Chris Grismer       | Bryan M. Holdman                   | 7 lutego 2011    | 4 września 2011   |
| 17 | 17 | Zwyczajnie niezwyczajny                 | Michael Grossman    | Joseph Dougherty                   | 14 lutego 2011   | 10 września 2011  |
| 18 | 18 | Złe nasienie                            | Paul Lazarus        | Oliver Goldstick Francesca Rollins | 21 lutego 2011   | 11 września 2011  |
| 19 | 19 | Nowa podejrzana                         | Ron Lagomarsino     | I. Marlene King Jonell Lennon      | 28 lutego 2011   | 17 września 2011  |
| 20 | 20 | Stróż                                   | Arlene Sanford      | Joseph Dougherty                   | 7 marca 2011     | 18 września 2011  |
| 21 | 21 | Potwory                                 | Chris Grismer       | Oliver Goldstick                   | 14 marca 2011    | 24 września 2011  |
| 22 | 22 | Komu biją dzwony                        | Lesli Linka Glatter | I. Marlene King                    | 21 marca 2011    | 25 września 2011  |

### Sezon 2 (2011–2012)
| Nr | #  | Tytuł                                  | Reżyseria           | Scenariusz                         | Premiera             | Premiera w Polsce    |
| -- | -- | -------------------------------------- | ------------------- | ---------------------------------- | -------------------- | -------------------- |
| 23 | 1  | It’s Alive                             | Ron Lagomarsino     | I. Marlene King                    | 14 czerwca 2011      | 2 sierpnia 2012      |
| 24 | 2  | The Goodbye Look                       | Norman Buckley      | Joseph Dougherty                   | 21 czerwca 2011      | 2 sierpnia 2012      |
| 25 | 3  | My Name Is Trouble                     | Elodie Keene        | Oliver Goldstick                   | 28 czerwca 2011      | 9 sierpnia 2012      |
| 26 | 4  | Blind Dates                            | Dean White          | Charlie Craig                      | 5 lipca 2011         | 9 sierpnia 2012      |
| 27 | 5  | The Devil You Know                     | Michael Grossman    | Maya Goldsmith                     | 12 lipca 2011        | 16 sierpnia 2012     |
| 28 | 6  | Never Letting Go                       | J. Miller Tobin     | Bryan M. Holdman                   | 19 lipca 2011        | 16 sierpnia 2012     |
| 29 | 7  | Surface Tension                        | Norman Buckley      | Joseph Dougherty                   | 26 lipca 2011        | 23 sierpnia 2012     |
| 30 | 8  | Save the Date                          | Chris Grismer       | Matt Witten                        | 2 sierpnia 2011      | 23 sierpnia 2012     |
| 31 | 9  | Picture This                           | Patrick Norris      | Jonell Lennon                      | 9 sierpnia 2011      | 30 sierpnia 2012     |
| 32 | 10 | Touched by an 'A'-ngel                 | Chad Lowe           | Charlie Craig Maya Goldsmith       | 16 sierpnia 2011     | 30 sierpnia 2012     |
| 33 | 11 | I Must Confess                         | Norman Buckley      | Oliver Goldstick                   | 23 sierpnia 2011     | 6 września 2012      |
| 34 | 12 | Over My Dead Body                      | Ron Lagomarsino     | I. Marlene King                    | 30 sierpnia 2011     | 6 września 2012      |
| 35 | 13 | The First Secret                       | Dana W. Gonzales    | I. Marlene King                    | 19 października 2011 | 13 września 2012     |
| 36 | 14 | Through Many Dangers, Toils and Snares | Norman Buckley      | Joseph Dougherty                   | 2 stycznia 2012      | 13 września 2012     |
| 37 | 15 | A Hot Piece of ‘A’                     | Michael Grossman    | Oliver Goldstick                   | 9 stycznia 2012      | 20 września 2012     |
| 38 | 16 | Let the Water Hold Me Down             | Chris Grismer       | Bryan M. Holdman                   | 16 stycznia 2012     | 20 września 2012     |
| 39 | 17 | Blond Leading the Blind                | Arlene Sanford      | Charlie Craig                      | 23 stycznia 2012     | 27 września 2012     |
| 40 | 18 | A Kiss Before Lying                    | Wendey Stanzler     | Maya Goldsmith                     | 30 stycznia 2012     | 27 września 2012     |
| 41 | 19 | The Naked Truth                        | Elodie Keene        | Oliver Goldstick Francesca Rollins | 6 lutego 2012        | 4 października 2012  |
| 42 | 20 | CTRL:A                                 | Ron Lagomarsino     | Joseph Dougherty Lijah J. Barasz   | 13 lutego 2012       | 4 października 2012  |
| 43 | 21 | Breaking the Code                      | Roger Kumble        | Jonell Lennon                      | 20 lutego 2012       | 11 października 2012 |
| 44 | 22 | Father Knows Best                      | Chad Lowe           | Charlie Craig Bryan M. Holdman     | 27 lutego 2012       | 11 października 2012 |
| 45 | 23 | Eye of the Beholder                    | Melanie Mayron      | Joseph Dougherty                   | 5 marca 2012         | 18 października 2012 |
| 46 | 24 | If These Dolls Could Talk              | Ron Lagomarsino     | Oliver Goldstick Maya Goldsmith    | 12 marca 2012        | 18 października 2012 |
| 47 | 25 | unmAsked                               | Lesli Linka Glatter | I. Marlene King                    | 19 marca 2012        | 25 października 2012 |

### Sezon 3 (2012–2013)
Premierowe odcinki 3 sezonu Słodkich kłamstewek w Polsce emitowane były od 19 września 2013 roku na kanale AXN Spin.
| Nr | #  | Tytuł                                   | Reżyseria        | Scenariusz                          | Premiera             | Premiera w Polsce    |
| -- | -- | --------------------------------------- | ---------------- | ----------------------------------- | -------------------- | -------------------- |
| 48 | 1  | It Happened 'That Night                 | Ron Lagomarsino  | I. Marlene King                     | 5 czerwca 2012       | 19 września 2013     |
| 49 | 2  | Blood Is the New Black                  | Norman Buckley   | Oliver Goldstick                    | 12 czerwca 2012      | 26 września 2013     |
| 50 | 3  | Kingdom of the Blind                    | Chad Lowe        | Joseph Dougherty                    | 19 czerwca 2012      | 26 września 2013     |
| 51 | 4  | Birds of a Feather                      | Roger Kumble     | Michael J. Cinquemani Jonell Lennon | 26 czerwca 2012      | 3 października 2013  |
| 52 | 5  | That Girl Is Poison                     | Chad Lowe        | Bryan M. Holdman                    | 10 lipca 2012        | 3 października 2013  |
| 53 | 6  | The Remains of the ‘A’                  | Norman Buckley   | Maya Goldsmith                      | 17 lipca 2012        | 10 października 2013 |
| 54 | 7  | Crazy                                   | Patrick Norris   | Andy Reaser                         | 24 lipca 2012        | 10 października 2013 |
| 55 | 8  | Stolen Kisses                           | Zetna Fuentes    | Joseph Dougherty                    | 31 lipca 2012        | 17 października 2013 |
| 56 | 9  | The Kahn Game                           | Wendey Stanzler  | Lijah J. Barasz                     | 7 sierpnia 2012      | 17 października 2013 |
| 57 | 10 | What Lies Beneath                       | Patrick Norris   | Jonell Lennon                       | 14 sierpnia 2012     | 24 października 2013 |
| 58 | 11 | Single Fright Female                    | Joanna Kerns     | Oliver Goldstick Maya Goldsmith     | 21 sierpnia 2012     | 24 października 2013 |
| 59 | 12 | The Lady Killer                         | Ron Lagomarsino  | I. Marlene King                     | 28 sierpnia 2012     | 31 października 2013 |
| 60 | 13 | This Is a Dark Ride                     | Tim Hunter       | Joseph Dougherty                    | 23 października 2012 | 31 października 2013 |
| 61 | 14 | She’s Better Now                        | Wendey Stanzler  | Oliver Goldstick                    | 8 stycznia 2013      | 7 listopada 2013     |
| 62 | 15 | Mona Mania                              | Norman Buckley   | Bryan M. Holdman                    | 15 stycznia 2013     | 7 listopada 2013     |
| 63 | 16 | Misery Loves Company                    | I. Marlene King  | I. Marlene King Jonell Lennon       | 22 stycznia 2013     | 14 listopada 2013    |
| 64 | 17 | Out of the Frying Pan, Into the Inferno | Michael Grossman | Maya Goldsmith                      | 29 stycznia 2013     | 14 listopada 2013    |
| 65 | 18 | Dead to Me                              | Arlene Sanford   | Joseph Dougherty Lijah J. Barasz    | 5 lutego 2013        | 21 listopada 2013    |
| 66 | 19 | What Becomes of the Broken-Hearted      | Ron Lagomarsino  | Oliver Goldstick Francesca Rollins  | 12 lutego 2013       | 21 listopada 2013    |
| 67 | 20 | Hot Water                               | Chad Lowe        | Andy Reaser                         | 19 lutego 2013       | 28 listopada 2013    |
| 68 | 21 | Out of Sight, Out of Mind               | Melanie Mayro    | Jonell Lennon                       | 26 lutego 2013       | 28 listopada 2013    |
| 69 | 22 | Will the Circle Be Unbroken?            | Ron Lagomarsino  | Joseph Dougherty                    | 5 marca 2013         | 5 grudnia 2013       |
| 70 | 23 | I’m Your Puppet                         | Oliver Goldstick | Oliver Goldstick Maya Goldsmith     | 12 marca 2013        | 5 grudnia 2013       |
| 71 | 24 | A Dangerous gAme                        | Patrick Norris   | I. Marlene King                     | 19 marca 2013        | 12 grudnia 2013      |

### Sezon 4 (2013–2014)
| Nr | #  | Tytuł                         | Reżyseria        | Scenariusz                                        | Premiera             |
| -- | -- | ----------------------------- | ---------------- | ------------------------------------------------- | -------------------- |
| 72 | 1  | ‘A’ is for A-l-i-v-e          | I. Marlene King  | I. Marlene King                                   | 11 czerwca 2013      |
| 73 | 2  | Turn of the Shoe              | Joanna Kerns     | Oliver Goldstick                                  | 18 czerwca 2013      |
| 74 | 3  | Cat’s Cradle                  | Norman Buckley   | Joseph Dougherty                                  | 25 czerwca 2013      |
| 75 | 4  | Face Time                     | Norman Buckley   | Joseph Dougherty                                  | 2 lipca 2013         |
| 76 | 5  | Gamma Zeta Die!               | Mick Garris      | Maya Goldsmith                                    | 9 lipca 2013         |
| 77 | 6  | Under the Gun                 | Wendey Stanzler  | Lijah J. Barasz                                   | 16 lipca 2013        |
| 78 | 7  | Crash and Burn, Girl!         | Ron Lagomarsino  | Bryan M. Holdman                                  | 23 lipca 2013        |
| 79 | 8  | The Guilty Girl’s Handbook    | Janice Cooke     | Jan Oxenberg                                      | 30 lipca 2013        |
| 80 | 9  | Into the Deep                 | Chad Lowe        | Jonell Lennon                                     | 6 sierpnia 2013      |
| 81 | 10 | The Mirror Has Three Faces    | Zetna Fuentes    | Maya Goldsmith                                    | 13 sierpnia 2013     |
| 82 | 11 | Bring Down the Hoe            | Melanie Mayron   | Oliver Goldstick Francesca Rollins                | 20 sierpnia 2013     |
| 83 | 12 | Now You See Me, Now You Don’t | Norman Buckley   | I. Marlene King Bryan M. Holdman                  | 27 sierpnia 2013     |
| 84 | 13 | Grave New World               | Ron Lagomarsino  | Joseph Dougherty I. Marlene King Oliver Goldstick | 22 października 2013 |
| 85 | 14 | Who’s in the Box?             | Chad Lowe        | Joseph Dougherty                                  | 7 stycznia 2014      |
| 86 | 15 | Love ShAck, Baby              | Norman Buckley   | Lijah J. Barasz                                   | 14 stycznia 2014     |
| 87 | 16 | Close Encounters              | Arthur Anderson  | Jonell Lennon                                     | 21 stycznia 2014     |
| 88 | 17 | Bite Your Tongue              | Arlene Sanford   | Oliver Goldstick Maya Goldsmith                   | 28 stycznia 2014     |
| 89 | 18 | Hot for Teacher               | Tripp Reed       | Bryan M. Holdman                                  | 4 lutego 2014        |
| 90 | 19 | Shadow Play                   | Joseph Dougherty | Joseph Dougherty                                  | 11 lutego 2014       |
| 91 | 20 | Free Fall                     | Melanie Mayron   | Maya Goldsmith                                    | 18 lutego 2014       |
| 92 | 21 | She’s Come Undone             | Chad Lowe        | Jonell Lennon                                     | 25 lutego 2014       |
| 93 | 22 | Cover For Me                  | Michael Grossman | Bryan M. Holdman                                  | 4 marca 2014         |
| 94 | 23 | Unbridled                     | Oliver Goldstick | Oliver Goldstick Maya Goldsmith                   | 11 marca 2014        |
| 95 | 24 | A is for Answers              | I. Marlene King  | I. Marlene King                                   | 18 marca 2014        |

### Sezon 5 (2014–2015)
| Nr  | #  | Tytuł                                       | Reżyseria        | Scenariusz                         | Premiera         |
| --- | -- | ------------------------------------------- | ---------------- | ---------------------------------- | ---------------- |
| 96  | 1  | EscApe From New York                        | Norman Buckley   | I. Marlene King                    | 10 czerwca 2014  |
| 97  | 2  | Whirly Girlie                               | Joanna Kerns     | Oliver Goldstick                   | 17 czerwca 2014  |
| 98  | 3  | Surfing the Aftershocks                     | Chad Lowe        | Joseph Dougherty                   | 24 czerwca 2014  |
| 99  | 4  | Thrown From the Ride                        | Janice Cooke     | Maya Goldsmith                     | 1 lipca 2014     |
| 100 | 5  | Miss Me x 100                               | Norman Buckley   | I. Marlene King                    | 8 lipca 2014     |
| 101 | 6  | Run, Ali, Run                               | Norman Buckley   | Jonell Lennon                      | 15 lipca 2014    |
| 102 | 7  | The Silence of E. Lamb                      | Joshua Butler    | Bryan M. Holdman                   | 22 lipca 2014    |
| 103 | 8  | Scream For Me                               | Bethany Rooney   | Oliver Goldstick Maya Goldsmith    | 29 lipca 2014    |
| 104 | 9  | March of Crimes                             | Chad Lowe        | Oliver Goldstick Maya Goldsmith    | 5 sierpnia 2014  |
| 105 | 10 | A Dark Ali                                  | Arlene Sanford   | Lijah J. Barasz                    | 12 sierpnia 2014 |
| 106 | 11 | No One Here Can Love or Understand Me       | Joseph Dougherty | Larry Reibman                      | 19 sierpnia 2014 |
| 107 | 12 | Taking This One to the Grave                | I. Marlene King  | Ron Lagomarsino                    | 26 sierpnia 2014 |
| 108 | 13 | How the ‘A’ Stole Christmas                 | Marlene King     | Marlene King Kyle Bown             | 9 grudnia 2014   |
| 109 | 14 | Through a Glass, Darkly                     | Chad Lowe        | Joseph Dougherty Lijah J. Barasz   | 6 stycznia 2015  |
| 110 | 15 | Fresh Meat                                  | Zetna Fuentes    | Oliver Goldstick Maya Goldsmith    | 13 stycznia 2015 |
| 111 | 16 | Over a Barrel                               | Michael Grossman | Bryan M. Holdman                   | 20 stycznia 2015 |
| 112 | 17 | The Bin of Sin                              | Tripp Reed       | Jonell Lennon                      | 27 stycznia 2015 |
| 113 | 18 | Oh, What Hard Luck Stories They All Hand Me | Joseph Dougherty | Joseph Dougherty                   | 3 lutego 2015    |
| 114 | 19 | Out, Damned Spot                            | Nzingha Stewart  | Lijah J. Barasz                    | 10 lutego 2015   |
| 115 | 20 | Pretty Isn’t The Point                      | Melanie Mayron   | Oliver Goldstick Francesca Rollins | 17 lutego 2015   |
| 116 | 21 | Bloody Hell                                 | Arlene Sanford   | Maya Goldsmith                     | 24 lutego 2015   |
| 117 | 22 | To Plea or Not to Plea                      | Arthur Anderson  | Jonell Lennon                      | 3 marca 2015     |
| 118 | 23 | The Melody Lingers On                       | Roger Kumble     | Joseph Dougherty                   | 10 marca 2015    |
| 119 | 24 | I’m a Good Girl, I Am                       | Oliver Goldstick | Oliver Goldstick Maya Goldsmith    | 17 marca 2015    |
| 120 | 25 | Welcome to the Dollhouse                    | Ron Lagomarsino  | I. Marlene King                    | 24 marca 2015    |

### Sezon 6 (2015–2016)
| Nr  | #  | Tytuł                       | Reżyseria           | Scenariusz                          | Premiera         |
| --- | -- | --------------------------- | ------------------- | ----------------------------------- | ---------------- |
| 121 | 1  | Game On, Charles            | Chad Lowe           | I. Marlene King, Lijah J. Barasz    | 2 czerwca 2015   |
| 122 | 2  | Songs of Innocence          | Norman Buckley      | Joseph Dougherty                    | 9 czerwca 2015   |
| 123 | 3  | Songs of Experience         | Norman Buckley      | Joseph Dougherty                    | 16 czerwca 2015  |
| 124 | 4  | Don’t Look Now              | Arlene Sanford      | Jonell Lennon                       | 23 czerwca 2015  |
| 125 | 5  | She’s No Angel              | Michael Grossman    | Oliver Goldstick, Maya Goldsmith    | 30 czerwca 2015  |
| 126 | 6  | No Stone Unturned           | Chad Lowe           | Oliver Goldstick, Maya Goldsmith    | 14 lipca 2015    |
| 127 | 7  | Oh Brother, Where Art Thou  | Bethany Rooney      | Lijah J. Barasz                     | 21 lipca 2015    |
| 128 | 8  | FrAmed                      | Larry Reibman       | Bryan M. Holdman                    | 28 lipca 2015    |
| 129 | 9  | Last Dance                  | Janice Cooke        | Oliver Goldstick, Francesca Rollins | 4 sierpnia 2015  |
| 130 | 10 | Game Over, Charles          | I. Marlene King     | I. Marlene King                     | 11 sierpnia 2015 |
| 131 | 11 | Of Late I Think of Rosewood | Ron Lagomarsino     | Joseph Dougherty                    | 12 stycznia 2016 |
| 132 | 12 | Charlotte’s Web             | Joanna Kerns        | Jonell Lennon, Lijah J. Barasz      | 19 stycznia 2016 |
| 133 | 13 | The Gloves Are On           | Kimberly McCullough | Maya Goldsmith                      | 26 stycznia 2016 |
| 134 | 14 | New Guys, New Lies          | Zetna Fuentes       | Kyle Bown, Kateland Brown           | 2 lutego 2016    |
| 135 | 15 | Do Not Disturb              | Melanie Mayron      | Bryan M. Holdman                    | 9 lutego 2016    |
| 136 | 16 | Where Somebody Waits For Me | Joseph Dougherty    | Joseph Dougherty                    | 16 lutego 2016   |
| 137 | 17 | We’ve All Got Baggage       | Paula Hunziker      | Oliver Goldstick                    | 23 lutego 2016   |
| 138 | 18 | Burn This                   | Arthur Anderson     | Maya Goldsmith                      | 1 marca 2016     |
| 139 | 19 | Did You Miss Me?            | Roger Kumble        | Joseph Dougherty                    | 8 marca 2016     |
| 140 | 20 | Hush Hush, Sweet Liars      | Ron Lagomarsino     | I. Marlene King                     | 15 marca 2016    |

### Sezon 7 (2016–2017)
| Nr  | #  | Tytuł                             | Reżyseria           | Scenariusz                                 | Premiera         |
| --- | -- | --------------------------------- | ------------------- | ------------------------------------------ | ---------------- |
| 141 | 1  | Tick-Tock, Bitches                | Ron Lagomarsino     | I. Marlene King                            | 21 czerwca 2016  |
| 142 | 2  | Bedlam                            | Tawnia McKiernan    | Joseph Dougherty                           | 28 czerwca 2016  |
| 143 | 3  | The Talented Mr. Rollins          | Zetna Fuentes       | Jonell Lennon                              | 5 lipca 2016     |
| 144 | 4  | Hit and Run, Run, Run             | Michael Goi         | Maya Goldsmith                             | 12 lipca 2016    |
| 145 | 5  | Along Comes Mary                  | Norman Buckley      | Bryan M. Holdman                           | 19 lipca 2016    |
| 146 | 6  | Wanted: Dead or Alive             | Bethany Rooney      | Lijah J. Barasz                            | 2 sierpnia 2016  |
| 147 | 7  | Original G’A’ngsters              | Melanie Mayron      | Kateland Brown                             | 9 sierpnia 2016  |
| 148 | 8  | Exes and OMGs                     | Kimberly McCullough | Charlie Craig                              | 16 sierpnia 2016 |
| 149 | 9  | The Wrath of Kahn                 | Chad Lowe           | Jonell Lennon                              | 23 sierpnia 2016 |
| 150 | 10 | The DArkest Knight                | Arlene Sanford      | I. Marlene King, Maya Goldsmith            | 30 sierpnia 2016 |
| 151 | 11 | Playtime                          | Chad Lowe           | Allyson Nelson, Joseph Dougherty           | 18 kwietnia 2017 |
| 152 | 12 | These Boots Are Made for Stalking | Ron Lagomarsino     | Oliver Goldstick                           | 25 kwietnia 2017 |
| 153 | 13 | Hold Your Piece                   | Marta Cunningham    | Bryan M. Holdman                           | 2 maja 2017      |
| 154 | 14 | Power Play                        | Roger Kumble        | Lijah J. Barasz                            | 9 maja 2017      |
| 155 | 15 | In the Eye Abides the Heart       | Troian Bellisario   | Joseph Dougherty                           | 23 maja 2017     |
| 156 | 16 | The Glove That Rocks the Cradle   | Paula Hunziker      | Maya Goldsmith                             | 23 maja 2017     |
| 157 | 17 | Driving Miss Crazy                | Oliver Goldstick    | Oliver Goldstick, Francesca Rollins        | 6 czerwca 2017   |
| 158 | 18 | Choose or Lose                    | Norman Buckley      | Charlie Craig                              | 13 czerwca 2017  |
| 159 | 19 | Farewell, My Lovely               | Joseph Dougherty    | Joseph Dougherty                           | 20 czerwca 2017  |
| 160 | 20 | Till Death Do Us Part             | I. Marlene King     | I. Marlene King, Kyle Bown, Maya Goldsmith | 27 czerwca 2017  |

## Webisody

### Pretty Dirty Secrets
Webisody są dostępne na oficjalnej stronie ABC Family, były udostępniane podczas przerwy w emisji 3 sezonu.
| Nr | Tytuł          | Reżyseria       | Scenariusz              | Premiera             |
| -- | -------------- | --------------- | ----------------------- | -------------------- |
| 1  | A reservAtion  | Arthur Anderson | Kyle Bown & Kim Turrisi | 28 sierpnia 2012     |
| 2  | A Reunion      | Arthur Anderson | Kyle Bown & Kim Turrisi | 4 września 2012      |
| 3  | A VoicemAil    | Arthur Anderson | Kyle Bown & Kim Turrisi | 11 września 2012     |
| 4  | I’m a Free MAn | Arthur Anderson | Kyle Bown & Kim Turrisi | 18 września 2012     |
| 5  | TrAde Off      | Arthur Anderson | Kyle Bown & Kim Turrisi | 25 września 2012     |
| 6  | AssociAtion    | Arthur Anderson | Kyle Bown & Kim Turrisi | 2 października 2012  |
| 7  | CAll Security  | Arthur Anderson | Kyle Bown & Kim Turrisi | 9 października 2012  |
| 8  | The ‘A’ Train  | Arthur Anderson | Kyle Bown & Kim Turrisi | 16 października 2012 |